# ناشر مالي
ناشر مالي (الاسم العلمي:Naja katiensis) هو نوع من الناشرات البصاقة تتبع جنس الناشرات الحقيقية من فصيلة العرابيد.